# مجلس القيادة العسكرية لإنقاذ الجمهورية
مجلس القيادة العسكرية لإنقاذ الجمهورية هي جماعة متمردة تشادية تسعى للإطاحة بحكومة تشاد. تأسست في عام 2016 وتعمل حاليًا في المناطق الحدودية لشمال تشاد وجنوب ليبيا وشرق النيجر وغرب السودان. انخرط المجلس في الحرب الأهلية الليبية الثانية، وسيطر على منطقة كوري بوغودي في شمال تشاد في عام 2018.

## الأيديولوجيا
يصور المجلس نفسه على أنه حركة وطنية تشادية تعارض نظام إدريس ديبي الاستبدادي الذي تعتبره غير مكترث وقمعي تجاه الشعب التشادي. في أحد التصريحات وصف محمد حساني بلماي حكومة ديبي بأنها «استبداد عشائري في أكثر صوره ضررًا وأقسى»، وذكر أن الطريقة الوحيدة لإنهاء حكمه هي من خلال الحرب. وبحسب بولماي فإن الرئيس التشادي كان أمامه «خيار مزدوج إما القبر أو السجن». علاوة على ذلك أعرب المجلس عن دعمه لمصالح الشعوب والمناطق المهمشة في شمال ووسط تشاد.
يلعب الإسلام أيضًا دورًا في أيديولوجية المجلس، وتستخدمه الجماعة لحشد الدعم المحلي وتشكيل تحالفات في جنوب ليبيا، والتأثير على الرأي العام ضد ديبي ودائرته الداخلية الذين اتهمهم المجلس بأنهم «المسلمون السيئون». على الرغم من ذلك فإن المجلس ليست منظمة دينية صريحة. والجدير بالذكر أن رئيسها السابق بولماي كان معروفًا بكونه غير متدين.

## القوة
يزعم المجلس أن لديه 4500 مقاتل تحت إمرته، معظمهم أعضاء في مجموعة دازة التبو الشعبية، بالإضافة إلى أعداد أقل من العرب والمابا والزغاوة. وهو أكبر مجموعة في تحالف المتمردين «الجبهة الوطنية للديمقراطية والعدالة في تشاد». كانت هناك مزاعم بأن المجلس يمول من قبل قطر، حيث إنها متحالفة مع الميليشيات الليبية التي تدعمها قطر.